# Canton de Villefranche-de-Lonchat
Pour les articles homonymes, voir Canton de Villefranche.
Le canton de Villefranche-de-Lonchat est une ancienne division administrative française située dans le département de la Dordogne, en région Aquitaine.

## Historique
- Le canton de Villefranche a pris les noms successifs de « canton de Villefranche-de-Loupchapt » et « canton de Villefranche-de-Longchapt » avant de devenir le « canton de Villefranche-de-Lonchat ». C'est l'un des cantons de la Dordogne créés en 1790, en même temps que les autres cantons français. Il a d'abord été rattaché au district de Mussidan avant de faire partie de l'arrondissement de Bergerac[1].

- De 1833 à 1848, les cantons de Vélines et de Villefranche-de-Lonchat avaient le même conseiller général. Le nombre de conseillers généraux était limité à 30 par département.

### Redécoupage cantonal de 2014-2015
Par décret du 21 février 2014, le nombre de cantons du département est divisé par deux, avec mise en application aux élections départementales de mars 2015. Le canton de Villefranche-de-Lonchat est supprimé à cette occasion. Huit de ses neuf communes sont alors rattachées au canton du Pays de Montaigne et Gurson dont le bureau centralisateur est fixé à Port-Sainte-Foy-et-Ponchapt, et la dernière, Moulin-Neuf, au canton de Montpon-Ménestérol.

## Géographie
Ce canton était organisé autour de Villefranche-de-Lonchat dans l'arrondissement de Bergerac. Son altitude variait de 17 m (Montpeyroux) à 127 m (Saint-Géraud-de-Corps) pour une altitude moyenne de 75 m.

## Représentation

### Conseillers généraux de 1833 à 2015
Avant 1833, les conseillers généraux étaient désignés, et ne représentaient pas un canton déterminé.
| Période | Période      | Identité                                                  | Étiquette                                        | Qualité |
| ------- | ------------ | --------------------------------------------------------- | ------------------------------------------------ | --- |
| 1833    | 1836         | Jean-Baptiste Dezeimeris                                  |                                                  | Avocat, propriétaire à Villefranche-de-Longchapt |
| 1836    | 1842         | Thibaud Ferdinand de Galard-Béarn                         |                                                  | Propriétaire à Puyrenier |
| 1842    | 1848         | Jean-Eugène Dezeimeris                                    | Gauche modérée                                   | Bibliothécaire en chef de la faculté de médecine de Paris Propriétaire à Villefranche-de-Longchapt, conseiller d'arrondissement Député (1842-1846, 1846-1849) |
| 1848    | 1855         | Pierre Grelon                                             |                                                  | Notaire, juge de paix à Villefranche-de-Longchapt |
| 1855    | 1864 (décès) | Adolphe de Belleyme                                       | Majorité dynastique                              | Avocat, docteur en droit Député (1852-1864) Adjoint au maire du 1er arrondissement de Paris (1850-1851) |
| 1864    | 1867 (décès) | Pierre Émile Magne                                        |                                                  | Conseiller référendaire à la Cour des comptes Propriétaire à Paris |
| 1867    | 1871         | François Chayron                                          |                                                  | Médecin à Villefranche-de-Longchapt |
| 1871    | 1878         | Pierre Magne (père d'E.Magne)                             | Centre droit                                     | Avocat Député (1843-1848, 1851 et 1871-1876) Sénateur (1852-1870 et 1876-1879) Ministre Président du Conseil général (1852-1878) |
| 1878    | 1886         | Stéphen-Albert Thirion-Montauban (gendre de Pierre Magne) | Appel au peuple (Bonapartiste) puis Conservateur | Diplomate Député (1876-1885 et 1889) |
| 1886    | 1892         | Guillaume Eugène Réglade                                  | Bonapartiste                                     | Médecin à Villefranche-de-Lonchat, conseiller d'arrondissement |
| 1892    | 1898         | Pierre-Charles Lafond-Grellety                            | Républicain                                      | Propriétaire viticulteur à Villefranche-de-Lonchat, président du comice agricole |
| 1898    | 1934         | Jean Javerzac                                             | Républicain Rad.                                 | Maire de Saint-Géraud-de-Corps, conseiller d'arrondissement |
| 1934    | 1940         | Gabriel Conquet                                           | Rad.                                             | Médecin Maire de Villefranche-de-Lonchat, conseiller d'arrondissement |
|         |              |                                                           |                                                  | |
| 1945    | 1949         | Gabriel Conquet                                           | Rad.                                             | Médecin Maire de Villefranche-de-Lonchat |
| 1949    | 1973         | Louis Lavaud                                              | SFIO puis PS                                     | Agriculteur Maire de Montpeyroux (1947-1995) |
| 1973    | 1999 (décès) | Roger Guionneau                                           | DVD puis RPR                                     | Médecin Maire de Villefranche-de-Lonchat (1975-1995) |
| 1999    | 2004         | Emmanuel Español                                          | PS                                               | Cadre administratif - Conseiller régional Propriétaire à Saint-Privat-des-Prés |
| 2004    | 2015         | Thierry Boidé                                             | UMP                                              | Directeur général de société Maire de Saint-Géraud-de-Corps depuis 2001 Suppléant du député Daniel Garrigue (2002-2012) Président de la CC du Gursonnais (2002-2012) Président de la CC Montaigne Montravel et Gurson depuis 2013 Élu en 2015 dans le canton du Pays de Montaigne et Gurson |

### Conseillers d'arrondissement (de 1833 à 1940)
| Période                                  | Période      | Identité                             | Étiquette      | Qualité |
| ---------------------------------------- | ------------ | ------------------------------------ | -------------- | --- |
| Les données manquantes sont à compléter. |              |                                      |                | |
| 1833                                     | 1836         | Jean Seignolles                      |                | Notaire, maire de Saint-Martin-de-Gurson                                                                    |
| 1836                                     | 1842         | Jean-Eugène Dezeimeris               | Gauche modérée | Bibliothécaire en chef de la Faculté de médecine de Paris, propriétaire à Villefranche-de-Longchapt         |
| 1842                                     | 1845         | Jérôme de Trincaud de Latour         |                | Sous-préfet, propriétaire à Montpeyroux                                                                     |
| 1845                                     | 1848         | M. Seignolles                        |                | Maire de Saint-Martin-de-Gurson                                                                             |
|                                          |              |                                      |                | |
| avant 1855                               | 1864         | M. Durand                            |                | Médecin |
| 1864                                     | 1868 (décès) | Raymond Émile Chayron                |                | Médecin, maire de Villefranche-de-Longchapt                                                                 |
| 1868                                     | 1871         | M. Buisson                           |                | |
| 1871                                     | 1877         | M. Bayle                             |                | |
| 1877                                     | 1886         | Guillaume Eugène Réglade             | Conservateur   | Médecin à Villefranche-de-Longchapt                                                                         |
|                                          |              |                                      |                | |
| 1889                                     |              | Raymond Soulié Lavermondie de Lortal | Orléaniste     | Avocat, Saint-Méard-de-Gurçon                                                                               |
|                                          | 1895         | Barthélemy Bos                       | Républicain    | Notaire et propriétaire-viticulteur à Villefranche-de-Longchapt                                             |
| 1895                                     | 1898         | Jean Javerzac                        | Républicain    | Maire de Saint-Géraud-de-Corps                                                                              |
| 1898                                     | 1919         | François-Marie-Léon Chayron          | Républicain    | Docteur en médecine, maire de Villefranche-de-Longchapt                                                     |
| 1919                                     | 1934         | Gabriel Conquet                      | Rad.           | Médecin, maire de Villefranche-de-Lonchat                                                                   |
| 1934                                     | 1940         | Paul Sainte-Catherine                | Radical        | Propriétaire, maire de Carsac-de-Villefranche                                                               |
| 1940                                     |              |                                      |                | Les conseils d'arrondissement ont été suspendus par la loi du 12 octobre 1940 et n'ont jamais été réactivés |

Sources : "Annuaires et calendriers 1789-1842 " sur le site des archives départementales de la Dordogne. https://archives.dordogne.fr/r/72/fonds-imprimes/annuaires-et-calendriers?arko_default_6076b1c79b335--ficheFocus=

## Composition
Le canton de Villefranche-de-Lonchat regroupait neuf communes et comptait 4 949 habitants (population municipale) au 1er janvier 2011.
| Communes                | Population (2012) | Code postal | Code Insee |
| ----------------------- | ----------------- | ----------- | ---------- |
| Carsac-de-Gurson        | 196               | 24610       | 24083      |
| Minzac                  | 452               | 24610       | 24272      |
| Montpeyroux             | 448               | 24610       | 24292      |
| Moulin-Neuf             | 889               | 24700       | 24297      |
| Saint-Géraud-de-Corps   | 181               | 24700       | 24415      |
| Saint-Martin-de-Gurson  | 611               | 24610       | 24454      |
| Saint-Méard-de-Gurçon   | 775               | 24610       | 24461      |
| Saint-Rémy              | 421               | 24700       | 24494      |
| Villefranche-de-Lonchat | 976               | 24610       | 24584      |

## Démographie
| 1962  | 1968  | 1975  | 1982  | 1990  | 1999  | 2006  | 2011  | 2012  |
| ----- | ----- | ----- | ----- | ----- | ----- | ----- | ----- | ----- |
| 4 620 | 4 352 | 3 939 | 4 004 | 4 033 | 4 255 | 4 650 | 4 949 | 4 954 |